# イエロースティングレイ
イエロースティングレイ（Urobatis jamaicensis）は、トビエイ目ウロトリゴン科の一種。ノースカロライナ州からトリニダード島までの西部大西洋の熱帯域の沿岸部に分布する。サンゴ礁付近の浅い砂泥底、藻場に生息する底魚である。体盤幅は36cm以下で、円形の体盤と短い尾、発達した尾鰭が特徴。背面は明色で、暗色の網目模様が入り、全体的に斑模様になっている。体色を急速に変化させ、海底に擬態する。
日中はあまり遊泳せず、小型の無脊椎動物や硬骨魚類を捕食する。鰭を波打たせ海底に埋まった獲物を掘り出したり、体盤を持ち上げて影を作り、物陰を好む生物をおびき寄せたりする。無胎盤性の胎生であり、胚は最初は卵黄によって、後に子宮分泌液によって維持される。雌は5-6か月の妊娠期間を経て、藻場で年に2回、最大7尾の仔エイを出産する。
人間には無害だが、尾棘に刺されると怪我を負う恐れがある。生息地の環境悪化により悪影響を受けている可能性があり、商業漁業での混獲、観賞目的の捕獲が広範囲で一般的に起こっているため、国際自然保護連合(IUCN)は本種を低危険種としている。

## 分類と系統
フランスの博物学者ジョルジュ・キュヴィエは1816年に、『Le Règne Animal distribué d'après Son Organization pour servir de Base à l'histoire Naturelle des animaux et d'introduction à l'anaomie comparée』の中で本種を Raia jamaicensis として記載した。彼はジャマイカから入手した標本に基づいて説明を行ったが、模式標本は指定されていなかった。その後ヒラタエイ属とされ、さらに Urobatis 属となった。yellow-spotted ray、round ray、maid rayなどの別名がある。
Nathan Lovejoyによる1996年の形態学に基づく系統解析では、本種は太平洋の Urotrygon 属と南アメリカの Urobatis 属を含むクレードでは最も基部の種であるとされた。Urobatis 属は多系統群ということになるが、これらの分類群間の関係を解明するにはさらなる研究が必要である。

## 形態

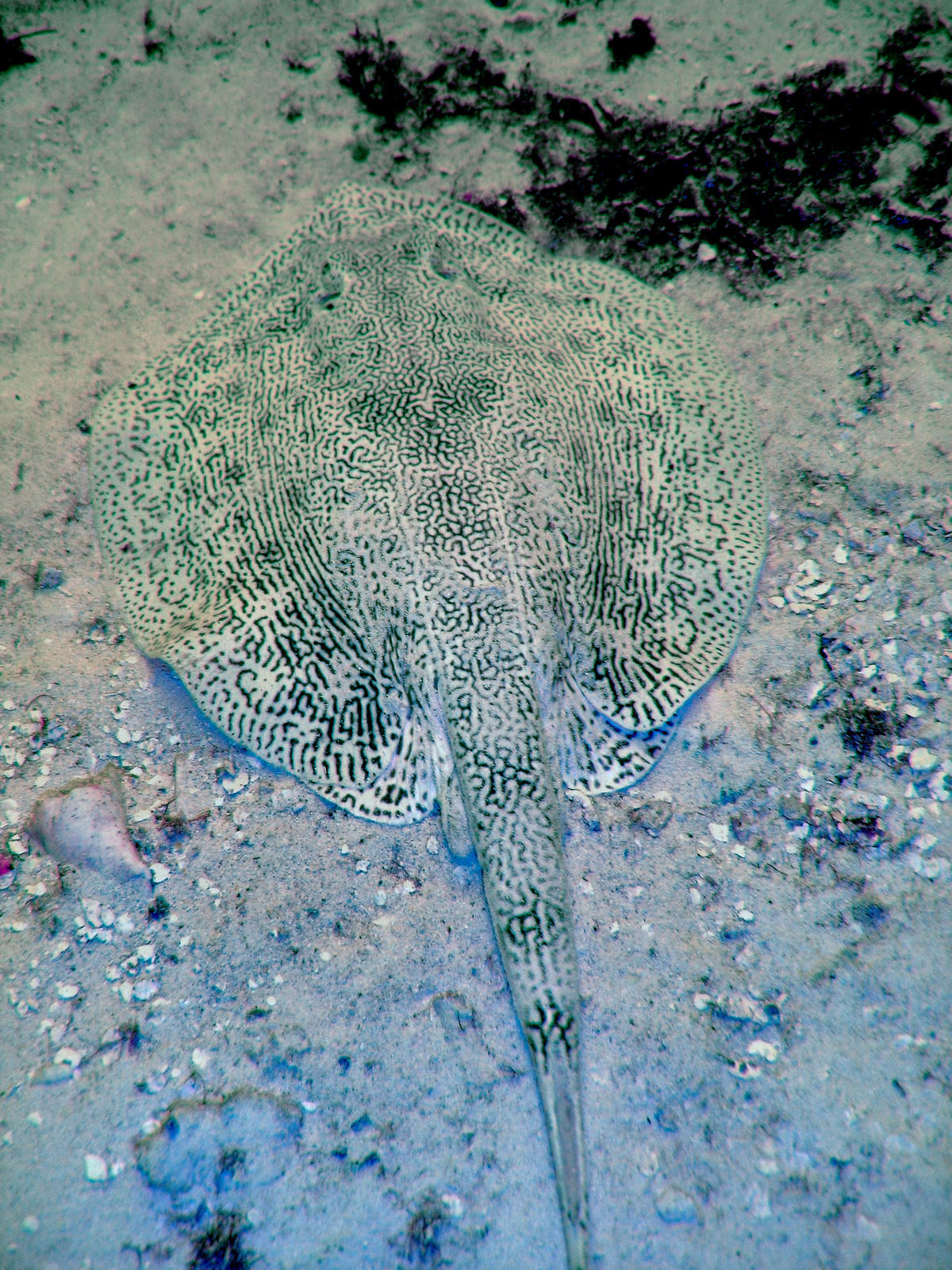
環境に合わせて体色を変化させる。

体盤幅36cm、全長70cmの小型種である。体盤は僅かに縦長の円形で、吻部は短く鈍い。眼の後方に噴水孔がある。鼻孔の間には鼻褶があり、後縁には鼻弁がある。口は直線上で、口底には3-5個の乳頭状突起が横に並ぶ。上下の顎で歯列は34。歯は基部が広く、成体雌と幼体の歯は小さく鈍く、成体雄の歯は長く尖っている。雄は雌に比べて歯の間隔が広い。腹鰭前縁は直線上で、後縁は丸い。
尾は平たく頑丈で、長さは全長の半分未満。高さが横幅の約4分の1の小葉状の尾鰭があり、最後の椎骨の周りで連続している。鋸歯状の棘が尾の半分程の位置にある。生まれたばかりの仔エイの体表は滑らかだが、その後小さな鈍い突起が正中線に沿って現れ、成体は目の間、正中線の両脇、尾の付け根にも突起がある。成体は尾鰭の上縁に沿って反り返った棘が発達する。体色や模様は個体差が大きいが、基本的に背面は明るい体色に細かく濃い緑色または茶色の網目模様、若しくは濃い緑色または茶色の体色に濃い白、黄色、金色の斑点模様。腹面は黄色がかった、緑がかった、または茶色がかった白で、体盤縁と尾付近に小さな暗い斑点が入る。環境に合わせて体色の色調とコントラストを急速に変えられる。

## 分布と生息地

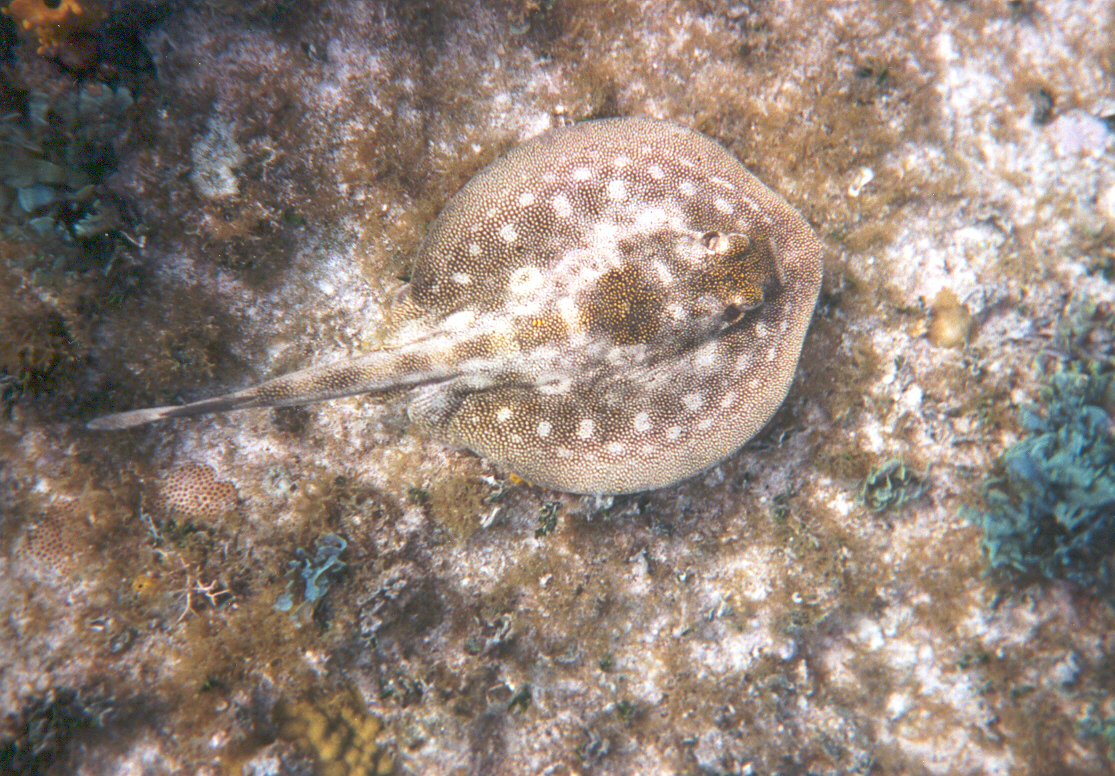
無脊椎動物の多い場所に生息する。

メキシコ湾、フロリダ州、バハマ、大アンティル諸島および小アンティル諸島からトリニダード島に至るカリブ海の沿岸部に分布する。まれに、北はノースカロライナ州のケープ・ルックアウト(英語版)まで見られる。フロリダキーズとアンティル諸島の一部では非常に多く、他の場所ではかなり稀である。メキシコ沖では26-40pptの塩分濃度範囲に生息する。
底魚であり、湾、ラグーン、河口、波の少ない沿岸部に生息しており、浅瀬から水深25mまで見られる。固着性の無脊椎動物が密集した島状の固い底を好むが、 砂、泥、リュウキュウスガモ属などの海草の上、時にはサンゴ礁の近くでも見られる。ジャマイカ沖では、アマサギがねぐらとして使用するマングローブの木の下に、最大で1㎡あたり1匹という密度で、多数の個体が集まる。鳥の糞によって引き寄せられた無脊椎動物を狙うためとされている。季節による移動の証拠は無いが、春には雌が雄よりも岸に近い場所で見つかる傾向がある。

## 生態

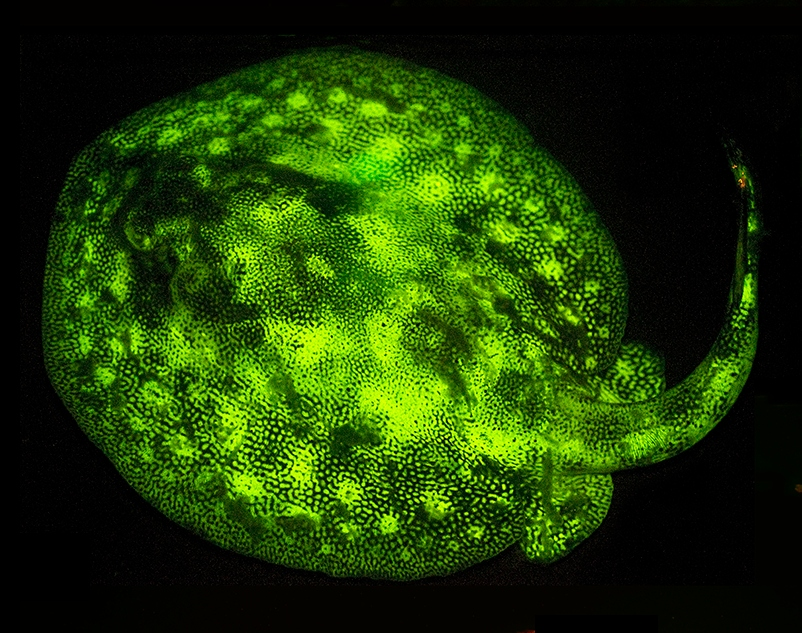
生物発光する本種

日中はあまり活動的ではなく、海底に埋もれたり、海藻の中で動かずに横たわって過ごしている。追跡調査によると、行動範囲は通常20,000㎡程と小さく、多くはその一部でしか過ごさない。砂地と岩礁の漸移地帯など、異なる環境の境界を好む。潜望鏡のような眼により、周囲を360度見渡せる。それぞれの眼には、瞳孔に入る光の量を細かく制御できる蓋がある。これにより、イタチザメなどの捕食者をすぐに発見できる。300-600Hzの音に最も敏感で、これまでに調査された板鰓類の中では典型的である。脳は体重の1-2％を占め、他のエイと比較して大きい。
食性についての記録は少ないが、エビ、蠕虫、二枚貝、小型の硬骨魚類を捕食するとされている。獲物の上から覆いかぶさり、体盤を動かして口へ運ぶ。近縁のUrobatis halleriと同様に、鰭を波打たせて穴を掘り、海底に埋まった獲物を掘り出す行動が知られている。物陰を好む生物をおびき寄せるために、体の前部を持ち上げて影を作る様子も観察されている。本種の寄生虫には、多節条虫亜綱の Acanthobothrium cartagensis、Phyllobothrium kingae、Discobothrium caribbensis、Rhinebothrium magniphalum、およびR. biorchidum、単生綱の Dendromonocotyle octodiscusが知られている。
生物発光を示し、青色光または紫外線で照らされると緑色に発光し、白色光の下とは異なって見える。発光は種内のコミュニケーションやカモフラージュに役立っている可能性がある。

### 生殖

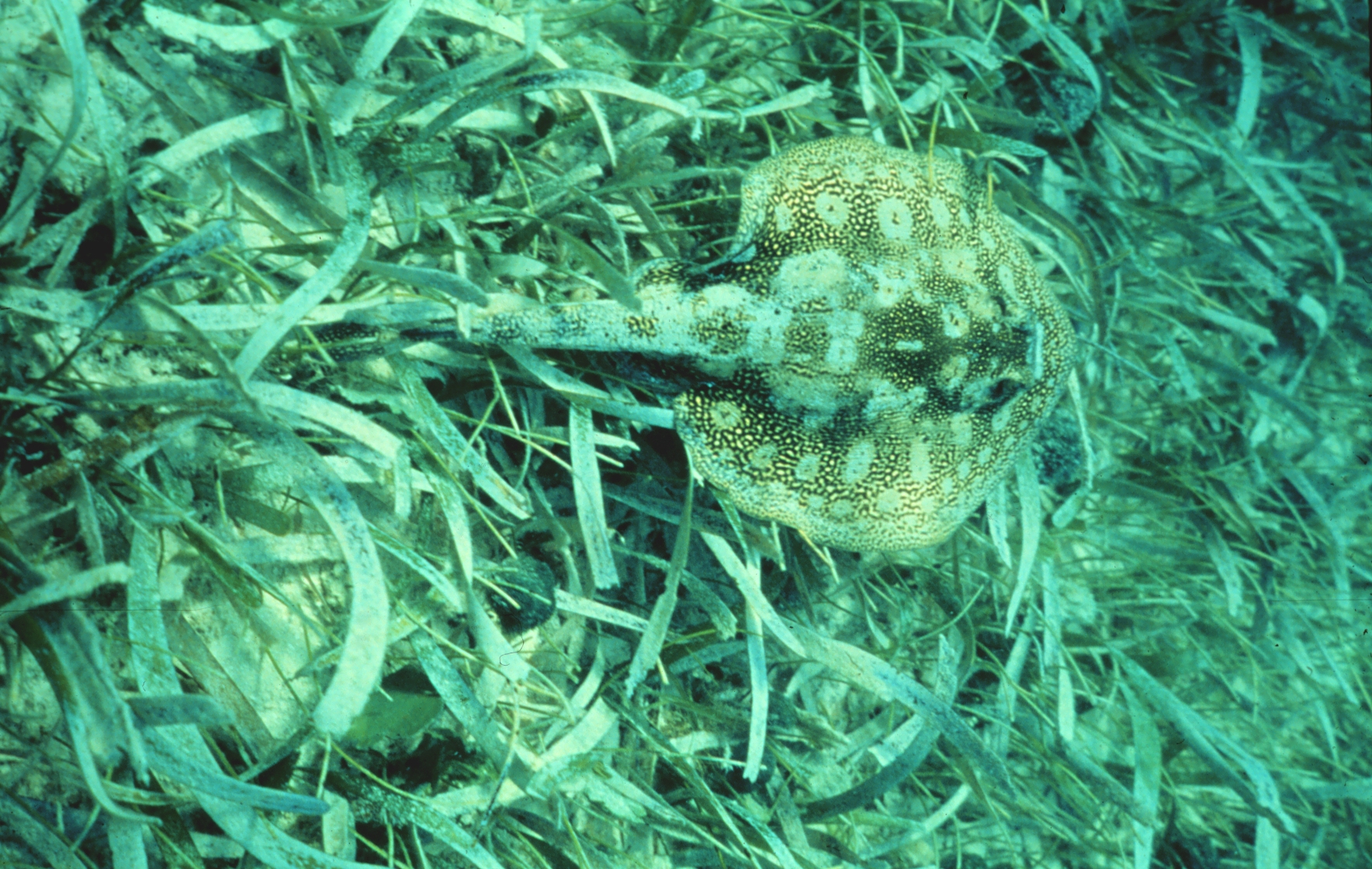

無胎盤性の胎生で、胚は最初は卵黄によって維持され、その後子宮上皮の栄養子宮絨毛糸から送られる子宮分泌液によって成長する。性成熟した個体は機能する子宮が2つあり、左側が右側よりも多く使用される。多くの場合左の卵巣のみが機能する。生殖周期は年2回で、最初の排卵期は1-4月で、2月下旬から3月上旬にピークに達する。5-6ヶ月の妊娠期間を経て6-9月に出産し、7月下旬から8月上旬がピークである。2回目の排卵は8-9月に起こり、11-1月に出産する。雌の妊娠中に卵黄の形成が始まるため、2つの周期は重複する。
交尾の際は1頭または複数の雄が雌を追いかけて泳ぎ、体盤の後縁を噛んで掴もうとする。雄の長く尖った歯は、この際に役立つ。雄が雌を掴むと、雌の下で反転し、2匹の腹部が揃うようにし、一つのクラスパーを雌の総排出腔に挿入する。他の雄が交尾中のペアに噛みついたり、ぶつかったりして妨害しようとする場合がある。ベリーズ珊瑚礁保護区の水深2.5m地点で行われた観察では、雄の追跡は30-60秒続き、交尾は4分続いた。
胎仔は母体からの栄養供給によって成長し、卵子から出産間近の状態までに、体重は46倍になる。胎仔の体盤幅が4.7cmになるまでに、卵黄嚢と外鰓は完全に吸収される。産仔数は1-7で、春から夏の一度目の出産の産仔数の方が秋から冬の二度目の出産の産仔数より多い傾向にある。雌の体が大きいほど子の数も増加するが、二度目の出産ではその関係は無い。一度目の出産で生まれた仔エイは二度目の出産で生まれた仔エイよりわずかに小さい傾向があり、平均体長は14.5cmと15cmである。二度目の出産の方が産仔数が少なく仔エイの体長が大きいのは、秋冬は気温が低く仔エイの成長が遅いことに関係する可能性がある。藻場は重要な出産場所となっている。仔エイは尾側から先に生まれ、体色は成体と似るが、体盤幅は比較的広い。噴水孔の大部分を覆う小さな瘤や皮弁があり、出生直後に吸収される。雄と雌は、それぞれ体盤幅15-16cmと20cmで性成熟に達する。寿命は15-25年。

## 人との関わり
通常人を恐れないため、容易に近づくことができる。しかし、踏まれたり刺激されたりすると、強力な毒のある尾棘で身を守る。棘に傷つけられると非常に痛むが、命に関わることはほぼ無い。
小型で大人しいため飼育下の環境にもすぐに適応し、水槽内での繁殖例もある。少なくとも684Lの広く装飾の少ない水槽と、上質で深い底砂が必要。
国際自然保護連合（IUCN）は、広範囲に分布し、特定の地域では大量に生息していることから、低危険種と評価している。繁殖力も高いため、漁獲圧にも強い。商業漁業の対象とはされていないが、生息範囲全体の沿岸漁業で混獲されている。アクアリウムでの飼育用に捕獲されており、ウロトリゴン科の中では、北米の市場で最も容易に入手できる種である。本種の取引の規模は測定されていない。生息地、特に藻場の劣化は本種に悪影響を与える可能性がある。本種に対する保護措置は実行されていない。

## ギャラリー

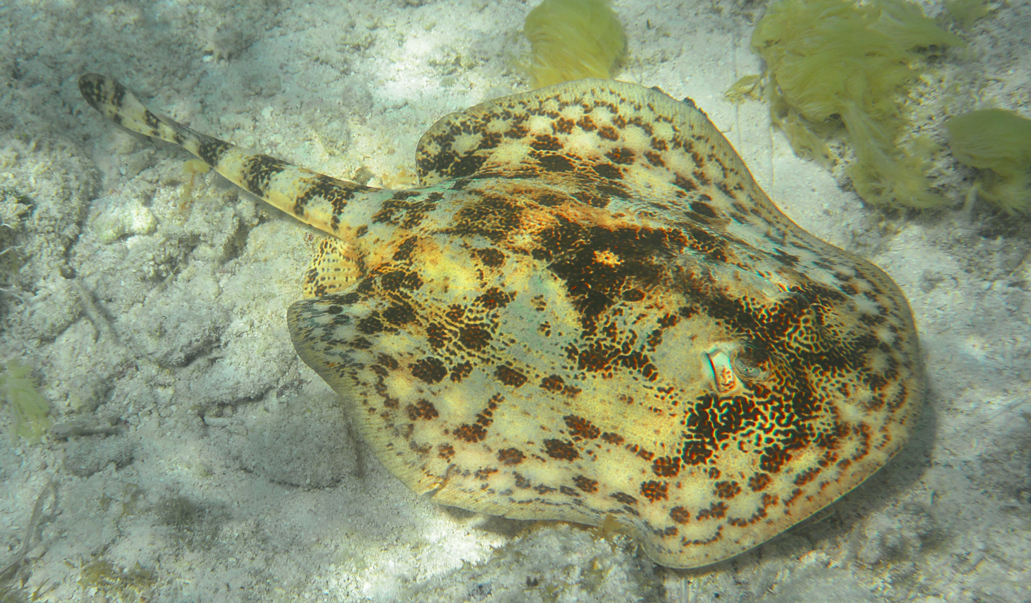
岩場を泳ぐ個体
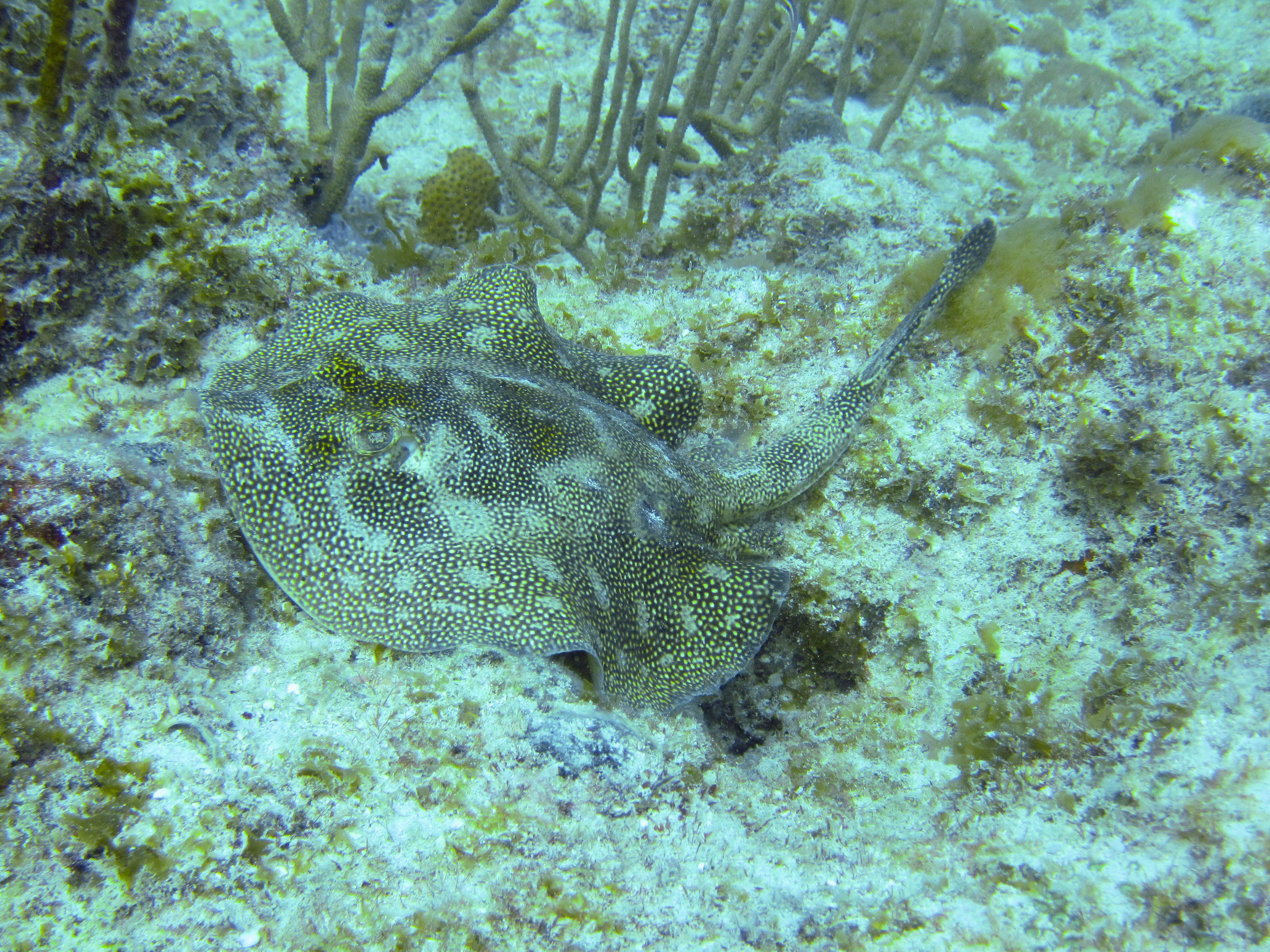
フロリダ州マイアミのサンゴ礁の個体
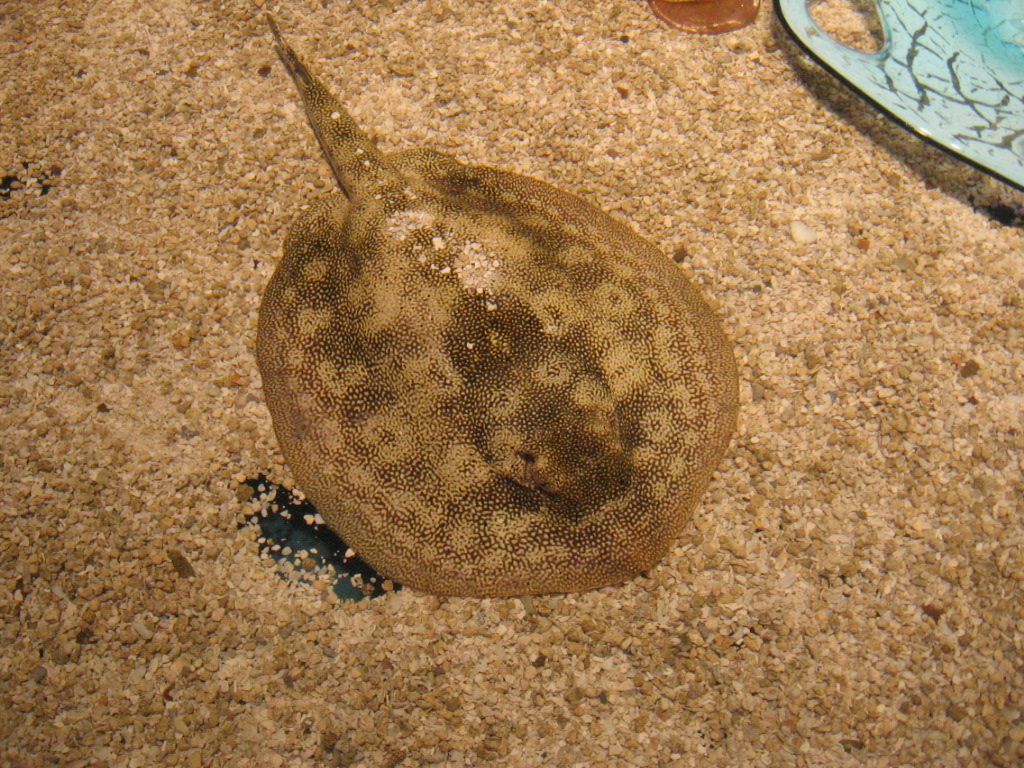
オレゴン州ニューポートの水族館の個体
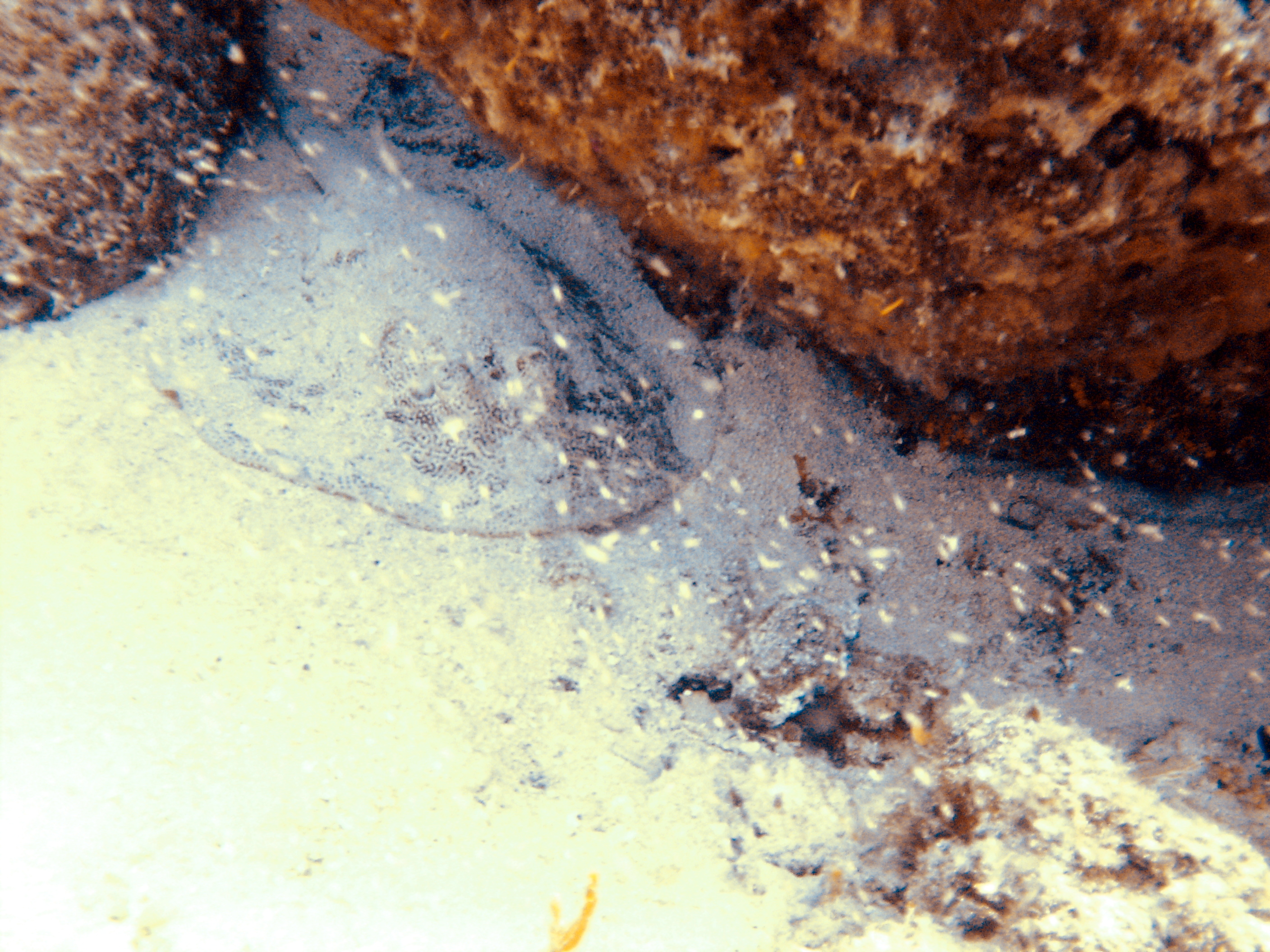
コスメル付近の砂に潜った個体